# Fellini (groupe)
Pour les articles homonymes, voir Fellini (homonymie).
Fellini est un groupe brésilien de post-punk, originaire de São Paulo, État de São Paulo, actif entre 1984 et 1991, puis en 2016 et 2020.

## Histoire

### Première phase
En 1984, Thomas Pappon invite Cadão Volpato à former un groupe. Thomas est partagé entre Voluntários da Pátria et Smack, mais il trouve le temps d'encourager son ami, qui a des prétentions littéraires, à écrire des textes et à prendre le chant. Ils appellent alors Jair à la guitare - il avait joué avec Cadão dans le groupe Toque de Recolher, et alors qu'ils ont déjà écrit environ trois morceaux, ils invitent Ricardo, qui commence à jouer de la batterie. Le nom du groupe est suggéré par le guitariste Thomas.
Le premier concert du groupe a lieu en mai 1984, dans un lieu appelé Alpendre, à Bixiga, São Paulo. Le troisième album du groupe, Amor Louher, sorti en octobre 1984, et marque la rencontre du rock alternatif avec la bossa nova, la samba et les timbres électroniques. Cet album est déjà cité comme une influence par Fred Zero Quatro (Fred 04), Chico Science (qui a donné des concerts avec le répertoire de Fellini et a réenregistré le morceau Criança de Domingo de Cadão sur Afrociberdelia) et Marcelo D2. 
Ils jouent au Kenny's Castaway à New York, aux États-Unis, en première partie du groupe Ira! Lors de ce concert, seuls Thomas et Cadão jouent, le reste du groupe n'ayant pas pu obtenir de visa pour voyager. Au cours de cette première phase, l'ensemble de leur discographie ne sort que sur des labels indépendants. Motivé principalement par le voyage en Europe du guitariste Thomas Pappon, le groupe cesse ses activités en 1991.

### Retours
Le premier retour du groupe a lieu en 1999. Au début de l'année 2002, le groupe sort Amanhã É Tarde, leur premier nouvel album après plus d'une décennie d'interruption.
En avril 2016, le groupe donne une série de concerts d'adieu à Z Carniceria, Sesc Belenzinho et Centro Cultural São Paulo, à guichets fermés, dont le dernier le 7. Le chanteur Cadão Volpato déclare : « C'est le dernier concert, nous sommes vieux, à partir d'ici nous allons tous retourner dans nos maisons de retraite dans un coin de la ville, et Thomas [Pappon], qui est plus mince, va retourner à Londres ».
Le troisième album du groupe, 3 Lugares Diferentes, sort en 1987, et est élu meilleur album national de l'année par le magazine Bizz.
Le 6 mars 2020, le groupe se réunit pour un concert au Sesc Pompeia, à São Paulo, à l'occasion de la sortie de l'album et du coffret A Melhor Coisa Que Eu Fiz, de NadaNada Discos. Le disque est composé de chansons inédites enregistrées entre 1984 et 1990. 

## Discographie

### Albums studio
- 1985 : O Adeus de Fellini
- 1986 : Fellini só vive 2 vezes
- 1987 : 3 Lugares Diferentes
- 1990 : Amor Louco
- 2002 : Amanhã É Tarde
- 2010 : Você Nem Imagina
- 2020 : A Melhor Coisa Que Eu Fiz

### Cassette
- 2005 : Pânico (As Mercenárias) / Rock Europeu (Fellini)[6]

### Participations
- 1989 : Sanguinho Novo - Arnaldo Baptista Revisitado (hommage à Arnaldo Baptista) (Estúdio Eldorado), avec le morceau Cê Tá Pensando que Eu Sou Lóki?
- 2005 : Não Wave - Brazilian Post Punk 1982-1988 (Man Recordings), avec les morceaux Teu Inglês et Funziona Senza Vapore
- 2005 : The Sexual Life of the Savages, avec les morceaux Rock Europeu et Zum Zum Zazoeira